# Col du Jandri
Le col du Jandri est un col alpin situé dans le massif des Écrins, à 3 126 mètres d'altitude. Il est accessible depuis la station des Deux Alpes via une route non goudronnée.

## Accès
Le col du Jandri est accessible depuis la commune du Bourg-d'Oisans en direction de la station des Deux Alpes. Un tunnel permet de franchir la rampe des Commères et 1,5 km plus loin une petite route forestière étroite, dénommée « des Travers », s'étend sur environ 5 km et rejoint la route d'accès principale de la station. À l'entrée de la station, une bifurcation à gauche vers l'office de tourisme conduit au village 1 800, situé au nord-est. Depuis ce point, l'itinéraire dit « défi cross country » emprunte une piste non goudronnée, praticable en véhicule tout-terrain.

## Profil
L'ascension débute au lieu-dit les Clapiers, près de Bourg-d'Oisans, par la rampe des Commères. Le premier segment comprend 2 km avec une pente moyenne de 8,5 %, suivi de 500 mètres à 8 %. Après 1,5 km, la route nationale menant à Briançon est quittée pour une voie secondaire ombragée, les « Travers », comportant des pentes atteignant 10 %. Cette route rejoint le hameau du Monteil, caractérisé par un passage étroit abrupt.
Après 3 km d'accalmie, l'itinéraire retrouve la route d'accès principale à la station des Deux Alpes sur 5 km. À l'entrée du village 1 800, la route goudronnée cède la place à une piste utilisée par les véhicules des remontées mécaniques. Le tracé se poursuit via le chemin des Demoiselles, avec des pentes supérieures à 10 %, jusqu'aux Crêtes à 2 100 m. La pente diminue ensuite à 5 % en passant par la combe du Thuit, où un lac artificiel est utilisé pour la production de neige. Au-delà, la pente s'accentue à nouveau jusqu'à atteindre le secteur de la Toura à 2 600 m.
La partie finale présente des rochers érodés par le glacier, avec des pourcentages de pente irréguliers entre 10 % et plus de 20 % sur environ 5 km, jusqu'au col du Jandri, à 3 150 m, situé à proximité du glacier de Mont-de-Lans, où évoluent les skieurs en période hivernale.